# She-Hulk
She-Hulk (echte naam Jennifer Walters-Jameson) is een fictieve superheldin uit de comics van Marvel Comics. Ze werd bedacht door Stan Lee en John Buscema, en verscheen voor het eerst in Savage She-Hulk #1 (februari 1980). In Nederland werd deze reeks uitgegeven als De Woeste She-Hulk.
She-Hulk is lid geweest van zowel de Avengers als de Fantastic Four. Als ervaren advocate heeft ze vaak superhelden geholpen met rechtszaken.
De Nederlandse stem van She-Hulk is Jann Cnossen.

## Biografie
Jennifer Walters, de nicht van Bruce Banner (de Hulk), is de dochter van Los Angeles County Sheriff Morris Walters. Op een dag werd ze neergeschoten en zwaargewond achtergelaten door agenten van Nicholas Trask, een maffiabaas die ruzie had met haar vader. Toevallig was Bruce die dag ook in de stad aanwezig. Aangezien er geen andere donoren waren met haar bloedgroep, gaf Banner bloed voor de transfusie. Zijn radioactieve bloed veranderde Jennifer in She-Hulk.
Als She-Hulk beschikte Jennifer over krachten gelijk aan die van haar neef, maar in kleinere mate. Ook had ze een minder monsterlijk uiterlijk. Hoewel ze in het begin net als Bruce zichzelf niet onder controle kon houden in haar Hulkvorm, kreeg ze uiteindelijk in Hulkvorm dezelfde intelligentie als in haar normale vorm. Ze werd advocaat en moedigde zelfs Rhino aan om een eerlijk proces te eisen voor een misdaad die hij recentelijk had gepleegd. Jennifer kreeg al snel waardering voor haar nieuwe zelfvertrouwen en moed die ze met haar She-Hulkkrachten had gekregen. Ze voelde zich vertrouwder als She-Hulk dan in haar “gewone” vorm. Na een korte solocarrière sloot ze zich bij de Avengers aan, en verving ze tijdelijk Thing bij de Fantastic Four.
Gedurende haar tijd bij de Fantastic Four moest She-Hulk een stralingslek in de neergestorte S.H.I.E.L.D. Helicarrier voorkomen. De blootstelling aan de straling had een drastisch effect op Jennifer: ze kon niet langer terug veranderen naar haar normale vorm. Dit was voor haar echter meer goed nieuws dan slecht, aangezien ze toch al liever She-Hulk was.
She-Hulk houdt zich momenteel bezig met rechtszaken rondom supermensen bij het New Yorkse advocatenbureau van Goodman, Lieber, Kurtzberg & Holliway (GLK&H). Ook werd onthuld dat het feit dat ze niet meer terug kon veranderen puur psychologisch was. Momenteel is ze wel weer in staat heen en weer te veranderen, en leerde ze dat ze de wereld veel te bieden heeft in beide vormen. She-Hulk kreeg een relatie met John Jameson en trouwde uiteindelijk met hem.
Tijdens de “Civil Wars” liet She-Hulk zich registreren onder de registratiewet voor supermensen, en koos daarmee partij voor de helden die voor de wet zijn. Wel helpt ze in rechtszaken beide partijen. In She-Hulk #14 (2006), informeerde Clay Quartermain, een agent van S.H.I.E.L.D. Jennifer dat ze in dienst was geplaatst van S.H.I.E.L.D. als gevolg van haar registratie.

## Krachten en vaardigheden
In haar She-Hulk vorm beschikt Jennifer over bovenmenselijke kracht. Als ze transformeert van en naar She-Hulk verliest/krijgt ze lichaamsmassa (vooral spieren).
Als She-Hulk is Jennifer vele malen sterker dan normaal. Dit houdt ook in dat alle extra kracht die ze in haar normale vorm verkrijgt door middel van training, wordt versterkt in haar She-Hulk vorm. Ze gebruikte dit in haar voordeel toen ze vocht met de Champion of the Universe op een andere planeet. Wat de grenzen van She-Hulks kracht zijn is niet bekend. Als She-Hulk draagt ze vaak een speciaal krachtbeheersend kostuum in plaats van haar werkkleding, aangezien die over het algemeen te klein is voor haar She-Hulk vorm.
Dankzij training door het buitenaardse ras de Ovoid kan She-Hulk haar fysieke karakteristieken en kracht omruilen voor die van een ander. Ze gebruikt deze kracht maar zelden, en dan ook vooral om te ruilen met een ander supermens.
She-Hulks werk als advocaat maakt dat ze vaak ook als Jennifer Walters door het leven moet. Scarlet Witch gebruikte haar magie om te zorgen dat iedereen die kwade bedoelingen had met She-Hulk, haar niet zou herkennen als Jennifer Walters. De spreuk maakte Jennifer echter geheel onzichtbaar voor deze mensen, en hoewel het zo zijn voordelen had, kon ze niet met hen communiceren. De spreuk werd uiteindelijk opgeheven door Dr. Strange.
She-Hulk is een uitstekende vechter, en heeft training ondergaan van onder andere Captain America en Gamora. Zelfs in haar Jennifer Walters vorm is ze zeer bedreven in vechtsporten, en heeft al verschillend tegenstanders die veel groter waren dan zij verslagen.
Jennifer Walters is tevens een ervaren piloot en zeer intelligent. Ze studeerde rechten aan de UCLA School of Law en is sindsdien een goede advocate. Ze houdt zich net als Matt Murdock voornamelijk bezig met rechtszaken rondom supermensen (zowel helden als schurken).
She-Hulk is niet te beroerd om haar uiterlijk als wapen te gebruiken in een gevecht. Ze deed dit onder andere tegen Hawkeye gedurende een conflict tijdens hun beginperiode bij de Avengers.

## Doorbreken van de vierde wand
She-Hulk heeft blijkbaar een soort van "kruis-dimensionaal" of metafictief bewustzijn, aangezien ze in staat is de zogenaamde vierde wand te doorbreken. In enkele verhalen onthulde ze dat ze op de hoogte is van het feit dat ze een stripboekpersonage is, wat haar tevens in staat stelde door een pagina heen te scheuren of over een pagina van het ene plaatje naar het andere te lopen. Ze had ook vaak conflicten met de schrijver John Byrne, en sprak direct met de uitgever Renée Witterstaetter.
In de laatste She-Hulk serie geschreven door Dan Slott, bestaat “Marvel Comics” daadwerkelijk als stripboekuitgever binnen zijn eigen fictieve universum. Deze stripversie van Marvel Comics brengt daar strips uit over de superhelden in de wereld. Zo vond She-Hulk een keer een strip over haar eigen oorsprong: The Savage She-Hulk #1. Ook werd onthuld dat Captain America een keer meeschreef aan zijn “eigen stripboeken”.
She-Hulk is niet de enige met deze vorm van bewustzijn. Andere Marvelpersonages met deze “gave” zijn: Louise Mason (de Blonde Phantom), Loki, Rick Jones, Squirrel Girl, Howard The Duck en Deadpool.

## She-Hulk in andere media

### Marvel Cinematic Universe
Sinds 2022 verschijnt She-Hulk in het Marvel Cinematic Universe, waarin ze gespeeld wordt door Tatiana Maslany. Haar debuut was in de televisieserie She-Hulk: Attorney at Law op Disney+.

### Televisie
- She-Hulks eerste optreden op tv was in de animatieserie The Incredible Hulk uit 1982, uitgezonden op NBC. Haar stem werd hierin gedaan door Victoria Carroll. Ze maakte haar debuut in aflevering 11 getiteld "Enter: She-Hulk."

- She-Hulk verscheen eveneens in de animatieserie The Incredible Hulk uit 1996. Hierin werd haar stem gedaan door Lisa Zane in het eerste seizoen (waarin ze alleen verschijnt als Jennifer) en door Cree Summer in het tweede seizoen (waarin ze She-Hulk wordt). In de serie heeft ze dezelfde oorsprong als in de strips. In het tweede seizoen nam ze vrijwel geheel de Hulks plaats als hoofdpersonage in.

- She-Hulk speelt mee in een aflevering van Cartoon Networks nieuwe Fantastic Four-serie.

- She-Hulk is een vast personage in de serie Hulk and the Agents of S.M.A.S.H..

### Live-Action optreden
- Een live-actionfilm over She-Hulk stond gepland eind jaren tachtig, met Carl Gottlieb als schrijver en geproduceerd door Tamara Asseyez. De film stond vooral gepland door het succes van de televisieserie The Incredible Hulk. Destijds had Marvel Comics nog niet de grote financiële middelen van vandaag de dag om dure films te maken. De nu failliete filmstudio New World Pictures was een van de studio's die werd benaderd om de film te financieren. Om de film alvast te promoten maakte Marvel een aantal foto’s van actrice Brigitte Nielsen als She-Hulk. Marvel slaagde er niet in om genoeg sponsors te vinden, en de film werd afgeblazen.

- De Britse comedy serie The Benny Hill Show bevatte ooit een sketch met een personage gelijk aan She-Hulk.

### Videospellen
- She-Hulks verscheen als bespeelbaar videospelpersonage in het Fantastic Four PlayStation spel uit 1997. Het spel bevatte haar samen met de andere Fantastic Four leden, als referentie naar haar periode bij het team.

- In Marvel vs. Capcom 3: Fate of Two Worlds is ze een van de Marvel-personages waarmee gespeeld kan worden.

- Een niet bespeelbare versie van She-Hulk verscheen in Capcom's Marvel Super Heroes. Ze kan hierin alleen worden gezien op de achtergrond in het laatste level.